# Новоселци
Вижте пояснителната страница за други значения на Новоселци.
Новоселци е село в Северозападна България. То се намира в община Видин, Област Видин.
Отстои на 5 км югозападно от град Видин, на 57 км североизточно от Белоградчик и на около 196 км северозападно от София.

## География
Селото е 4-то по големина във Видинска област с население от 825 души. Климатът се характеризира със студена зима и горещо и сухо лято. Надморското равнище достига до 98 м.
Новоселци има редовен транспорт до град Видин.
Селото датира още от древни времена като гр. Видин тепърва се е заформял в сегашния си вид.
През селото минава главният път 14 Видин-Кула. То разполага с напълно изградени електропреносна и водоснабдителна системи. Има обхват на мобилните оператори. Най-близко разположените училище и болница се намират в град Видин.
Край село Новоселци преминава река Тополовец, а река Дунав отстои на 7 км, за любителите на риболова

## История
Когато през вековете назад голямата река заливала Видинската низина, около укрепения и защитен град оставали да стърчат като острови селата Сланотрън, Новоселци и Скеля (изчезнало). И в миналото, и сега Новоселци стои най-близо до Видин. Незастроеното пространство между тях сега едва надхвърля километър, но новосел-чани ревниво пазят статута си на село и не приемат да бъдат квартал на Видин. Върху картата на България и ма две селища Новоселци, едно - Новоселяне, петнадесет - Ново село, едно - Новоселище и две - Новосел.
Името Новоселци провокира и подвежда към мисълта за възникнало поселе-ние. Нашето Новоселци поставя бариера пред подобно внушение. Има вероятност то да е било тук, на това място и по времето на старопрестолния Бдин при Иван Срацимир и неговия син цар Константин Видински (до 1424 г.) и след това ... В 1454/5 г. мезрата (изоставено село или изоставена обработваема земя) Неваселче намираме в тимара на диздара (комендант на крепостна охрана) на гр. Видин Маджуни Караджа. Годишната заплата на въпросния комендант се формирала от данъчните налози върху 5 села, 3 мезри и стойността в пари на едно ведро вино от всяка бъчва, „когато неверниците, които живеят в самия Видин, започвали да отварят и продават". Отбелязано е също, че „когато дошъл Янкул във Видин и го разрушил, охраната на крепостта проявила голяма храброст". Охраната била възнаградена. Диздарят получавал по още 6 акчета дневно.
Ян Хуниади (наречен в описа Янкул) е трансилвански войвода, неуморим борец срещу османците. През 1454 г. разбива турските войски при Крушевац, опустошава околностите на Ниш и Пирот и удря Видин. Може би това събитие предрешава съдбата на мезра Неваселче...
Както се вижда от тимара,Маджуни Караджа оцелява след погрома и продължава да бъде началник на крепостната охрана. По-късно на негово име в града има джамия и турска махала...
Близостта до града и защитеното от високите разливи на реката място едва ли останало дълго време пусто и незаселено. Неслучайно оттук минава по-късно и пътят с прочутите Кенанови мостове, който, при разливи, единствен свързвал града със сушата. Естествено било такова апетитно място да привлече вниманието на богати турци.
През 1794 г. видинчанинът Ебу Бекир ага притежавал четири чифлика. Един от тях бил в Новоселци. На селяните, работили в този чифлик, той платил 625 гроша, но останал длъжник на десет души ратаи...
Освобождението заварва в селото три чифлика. В Адата владеел чифлик Челеби бей. В Дядо Христовото имало два чифлика. Единият - на Имам ага, другият - името на собственика не се помни...
Преди Освобождението жителите на селото живеели в бордеи и къщи плетарки.
За най-стари фамилии сочат: Лаловите, Лиловите, Герговите, Димитрови, Лазарови, Бурзанови и др. Торлаците идват преди Освобждението от Белоградчишко.
През 1880 г.Новоселци наброява 146 българи и 3 други.

## Население
Преброяване на населението през 2011 г.
Численост и дял на етническите групи според преброяването на населението през 2011 г.:
|                     | Численост | Дял (в %) |
| Общо                | 871       | 100,00    |
| Българи             | 781       | 89,66     |
| Турци               | 0         | 0,00      |
| Цигани              | 71        | 8,15      |
| Други               | 0         | 0,00      |
| Не се самоопределят | 8         | 0,91      |
| Неотговорили        | 7         | 0,80      |

## Редовни събития
- Редовно събитие в селото е традиционният селски панаир, в който ежегодно се включват стотици хора.

## Други
В миналото с. Новоселци е разполагало с добър футболен отбор. В последните години отборът не играе, но много млади хора от селото търсят подкрепа от кметството за своята кауза – ФК „Новоселци“.